# 烏塔皮
烏塔皮（英语：Outapi）是非洲西南部國家納米比亞的城鎮，也是奧穆薩蒂區的首府，毗鄰安哥拉接壤的邊界，每年平均降雨量440毫米，鎮上有學校、社區教堂、醫院、警察局和市集，2005年人口8,089。在2010/2011年雨季曾測得723毫米的降雨量。來自安哥拉的卡魯克大壩和距烏塔皮西北約40公里處的和奧魯善加大壩保證了此地的水資源，烏塔皮分9分區域，南方有一座極小的簡易機場和政府辦公大樓。